# Harriet Daugaard
Harriet Daugaard (født 2. maj 1887, død 23. oktober 1980) var en dansk seksualvejledningsforkæmper.
Harriet Daugaard var datter af frimenighedspræst og forfatter Georg Valdemar Brücker og Inger Marie Marstrand og er voksede op på Koldingegnen. Hun tog privatlærerindekursus på N. Zahles Skole og Statens etårige Gymnastikkursus i 1908, hvor efter hun rejste til England, hvor hun var gymnastiklærer i fire år. I 1913 giftede hun sig med barndomsvennen Hans Daugaard, og slog sig i 1919 ned i Kolding, hvor Harriet blev medlem af Dansk Kvindesamfund.
I starten af 1920’erne begyndte Dansk Kvindesamfund at holde kurser og foredrag i moderkundskab og seksuel hygiejne. Harriet Daugaard blev foreningens jyske foredragsholder, og i mere end 30 år rejste hun Jylland tyndt og dermed blev hun en af pionererne inden for seksualoplysningsarbejdet i Danmark.